# Jone Frigerio
Jone Frigerio, all'anagrafe Jone Fortunata Carolina Cristina (Roma, 5 febbraio 1877 – Roma, 25 giugno 1963), è stata un'attrice italiana.

## Biografia
Nata Jone Fortunata Carolina Cristina a Roma il 5 febbraio del 1877 da Raffaello Cristina, un attore maltese e Cesira Sabatini, un'attrice italiana.  Il fratello Olinto Cristina e le sorelle Ines Cristina Zacconi e Ada Cristina Almirante erano anch'essi del mestiere. Fu un'apprezzata caratterista a cavallo tra il 1932 al 1955 (madri altezzose, donne vendicatrici, nobildonne scostanti ecc.). Di rilievo il ruolo della severa e glaciale direttrice nel film di Guido Brignone La maestrina del 1933. 

## Filmografia

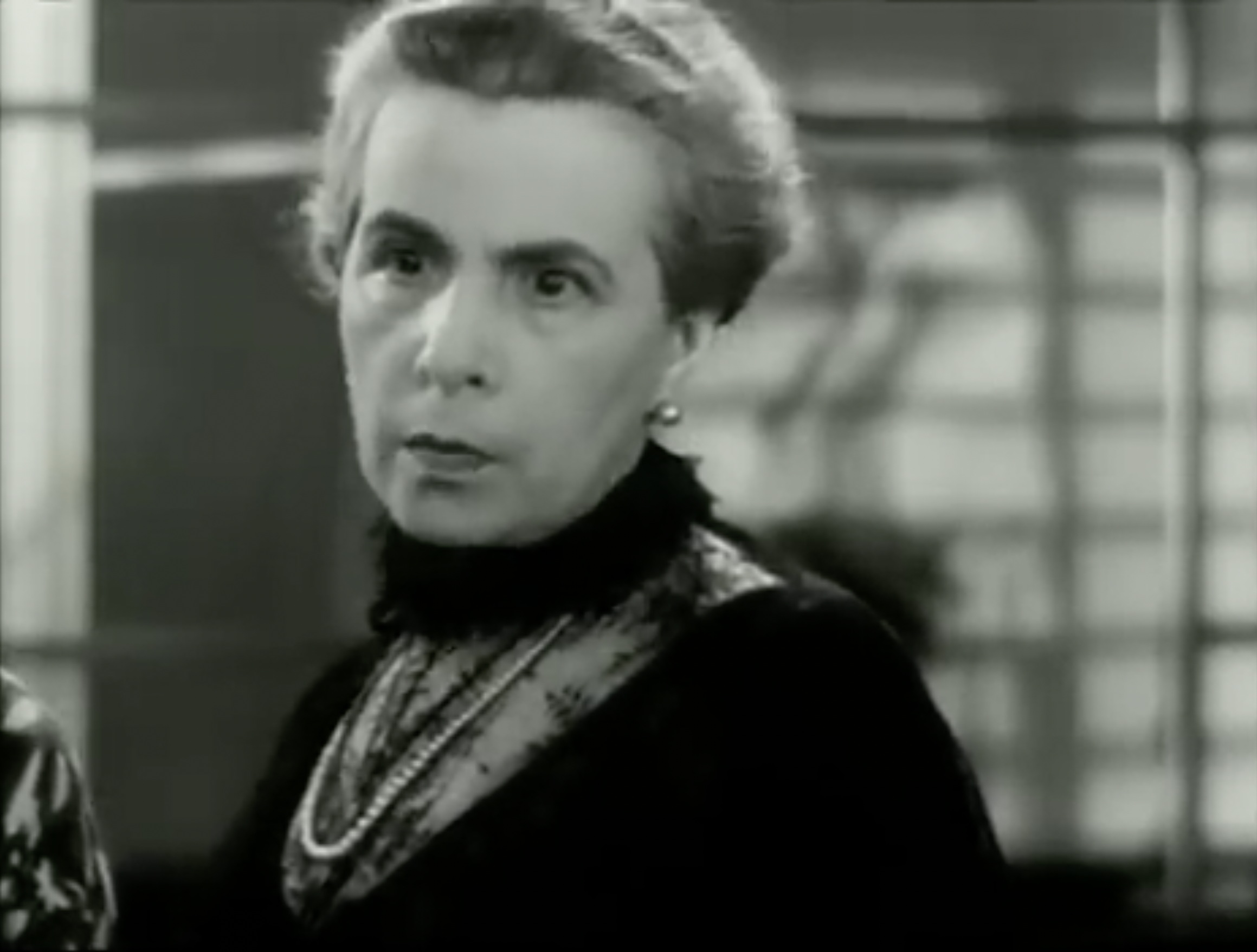
Jone Frigerio in 30 secondi d'amore (1936)

- Treno popolare, regia di Raffaello Matarazzo (1933)
- La maestrina, regia di Guido Brignone (1933)
- Il treno delle 21,15, regia di Amleto Palermi (1933)
- Frutto acerbo, regia di Carlo Ludovico Bragaglia (1934)
- La luce del mondo, regia di Gennaro Righelli (1935)
- 30 secondi d'amore, regia di Mario Bonnard (1936)
- Mille chilometri al minuto!, regia di Mario Mattoli (1939)
- Piccolo re, regia di Redo Romagnoli (1940)
- La granduchessa si diverte, regia di Giacomo Gentilomo (1940)
- Piccolo alpino, regia di Oreste Biancoli (1940)
- Centomila dollari, regia di Mario Camerini (1940)
- È caduta una donna, regia di Alfredo Guarini (1941)
- Ridi pagliaccio, regia di Camillo Mastrocinque (1941)
- La principessa del sogno, regia di Roberto Savarese e Maria Teresa Ricci (1942)
- I bambini ci guardano, regia di Vittorio De Sica (1943)
- Piazza San Sepolcro, regia di Giovacchino Forzano (1943)
- Terra senza tempo, regia di Silvestro Prestifilippo (1950)
- Un eroe dei nostri tempi, regia di Mario Monicelli (1955)